# هستی شناسی علوم کامپیوتر

## هستی‌شناسی علوم کامپیوتر (Computer Science Ontology)
هستی‌شناسی علوم کامپیوتر (به انگلیسی: Computer Science Ontology یا به اختصار CSO) یک ساختار دانش سازمان‌یافته است که حوزه‌ها، مفاهیم و روابط بین موضوعات مختلف در علوم کامپیوتر را به صورت منظم و طبقه‌بندی‌شده مدل می‌کند. این هستی‌شناسی به پژوهشگران، دانشمندان داده و سیستم‌های هوشمند کمک می‌کند تا دانش مرتبط با علوم کامپیوتر را بهتر سازمان‌دهی، مدیریت و جستجو کنند.

## معرفی
هستی‌شناسی علوم کامپیوتر نقشه‌ای مفهومی است که شاخه‌ها و زیرشاخه‌های علوم کامپیوتر مانند هوش مصنوعی، یادگیری ماشین، نظریه محاسبات، شبکه‌های کامپیوتری، امنیت اطلاعات و دیگر حوزه‌ها را به صورت سلسله‌مراتبی و با روابط معنادار مدل می‌کند. این ساختار به درک بهتر و تبادل دانش در حوزه علوم کامپیوتر کمک می‌کند و امکان توسعه سیستم‌های جستجو و تحلیل علمی را فراهم می‌آورد.

## کاربردها
- مدیریت دانش و پژوهش‌های علمی: سازمان‌دهی و نمایه‌سازی موضوعات پژوهشی در پایگاه‌های داده علمی.
- موتورهای جستجوی هوشمند: بهبود نتایج جستجو با درک بهتر مفاهیم و روابط بین حوزه‌ها.
- توسعه سیستم‌های توصیه‌گر: پیشنهاد موضوعات پژوهشی مرتبط به دانشمندان و دانشجویان.
- استانداردسازی واژگان: یکسان‌سازی اصطلاحات و مفاهیم در مقالات و منابع علمی.

## مزایا
- سازمان‌دهی منسجم و دقیق دانش در علوم کامپیوتر.
- امکان تحلیل و استخراج دانش پنهان در داده‌های علمی.
- پشتیبانی از هوش مصنوعی و یادگیری ماشین در زمینه‌های علمی.

## چالش‌ها
- نیاز به به‌روزرسانی مداوم با رشد سریع علوم کامپیوتر.
- پیچیدگی در مدلسازی دقیق و همه‌جانبه حوزه‌های متنوع.
- همسویی با استانداردهای جهانی و تعامل با سایر هستی‌شناسی‌ها.

## پیوندهای داخلی
- علوم کامپیوتر
- هوش مصنوعی
- یادگیری ماشین
- شبکه‌های کامپیوتری
- امنیت اطلاعات
- سیستم‌های توصیه‌گر
- مدیریت دانش